# 尾叶雀梅藤
尾叶雀梅藤（学名：Sageretia subcaudata）为鼠李科雀梅藤属下的一个种。

## 扩展阅读
- 維基物種上的相關：尾叶雀梅藤